# Karel van Brandenburg
Karel Filips van Brandenburg (Bielefeld, 5 januari 1673 – Casale Monferrato, 23 juli 1695) was titulair markgraaf van Brandenburg-Schwedt en van 1693 tot aan zijn dood grootmeester van de Hospitaalorde van Sint-Jan in de balije Brandenburg. Hij behoorde tot het huis Hohenzollern.

## Levensloop
Karel Filips was de derde zoon van keurvorst Frederik Willem I van Brandenburg uit diens tweede huwelijk met Dorothea van Sleeswijk-Holstein-Sonderburg-Glücksburg, dochter van hertog Filips van Sleeswijk-Holstein-Sonderburg-Glücksburg.
Nadat hij in 1693 zich had bewezen in de Slag bij Neerwinden en door zijn halfbroer Frederik III van Brandenburg tot luitenant-generaal was benoemd, kwam hij hetzelfde jaar aan het hoofd van een contingent van Brandenburgs hulptroepen, dat onder leiding van hertog Victor Amadeus II van Savoye nabij Turijn meevocht in de Negenjarige Oorlog. In 1693 werd hij tevens benoemd tot grootmeester van de Hospitaalorde van Sint-Jan in de balije Brandenburg.
In Turijn leerde hij de katholieke gravin Caterina di Salmour (1670-1718), geboren Marchesa di Balbiano kennen. Op 28 mei 1695 huwde hij in het geheim met de jonge weduwe, maar het huwelijk werd zowel door het huis Hohenzollern als de hertog van Savoye niet erkend. Hertog Victor Amadeus liet Caterina ontvoeren en opsluiten in een klooster, om diplomatieke verwikkelingen te verijdelen. De Romeinse Curie ondersteunde de pogingen van Karel om zijn huwelijk rechtsgeldig te laten verklaren, in de hoop dat zijn huwelijk met de katholieke gravin de protestantse prins tot een bekering zou verleiden. De kwestie was nog in volle gang toen Karel in juli 1695 stierf aan koorts. Twee jaar na zijn overlijden verklaarde Rome zijn huwelijk rechtsgeldig, maar het huis Hohenzollern bleef het huwelijk als onwettig beschouwen. Karel, wiens huwelijk kinderloos bleef, werd bijgezet in de Hohenzollern-crypte in de Dom van Berlijn.
Zijn weduwe hertrouwde in 1707 met de Saksische minister en generaal August Christoph von Wackerbath.